# زندگی ژنرال ویا
زندگی ژنرال ویا (انگلیسی: The Life of General Villa) یک فیلم صامت زندگی‌نامه‌ای در سبک اکشن-درام به کارگردانی کریستی کابان و رائول والش است که در سال ۱۹۱۴ میلادی منتشر شد.
پانچو ویا در نقش خودش، در این فیلم بازی می‌کند.

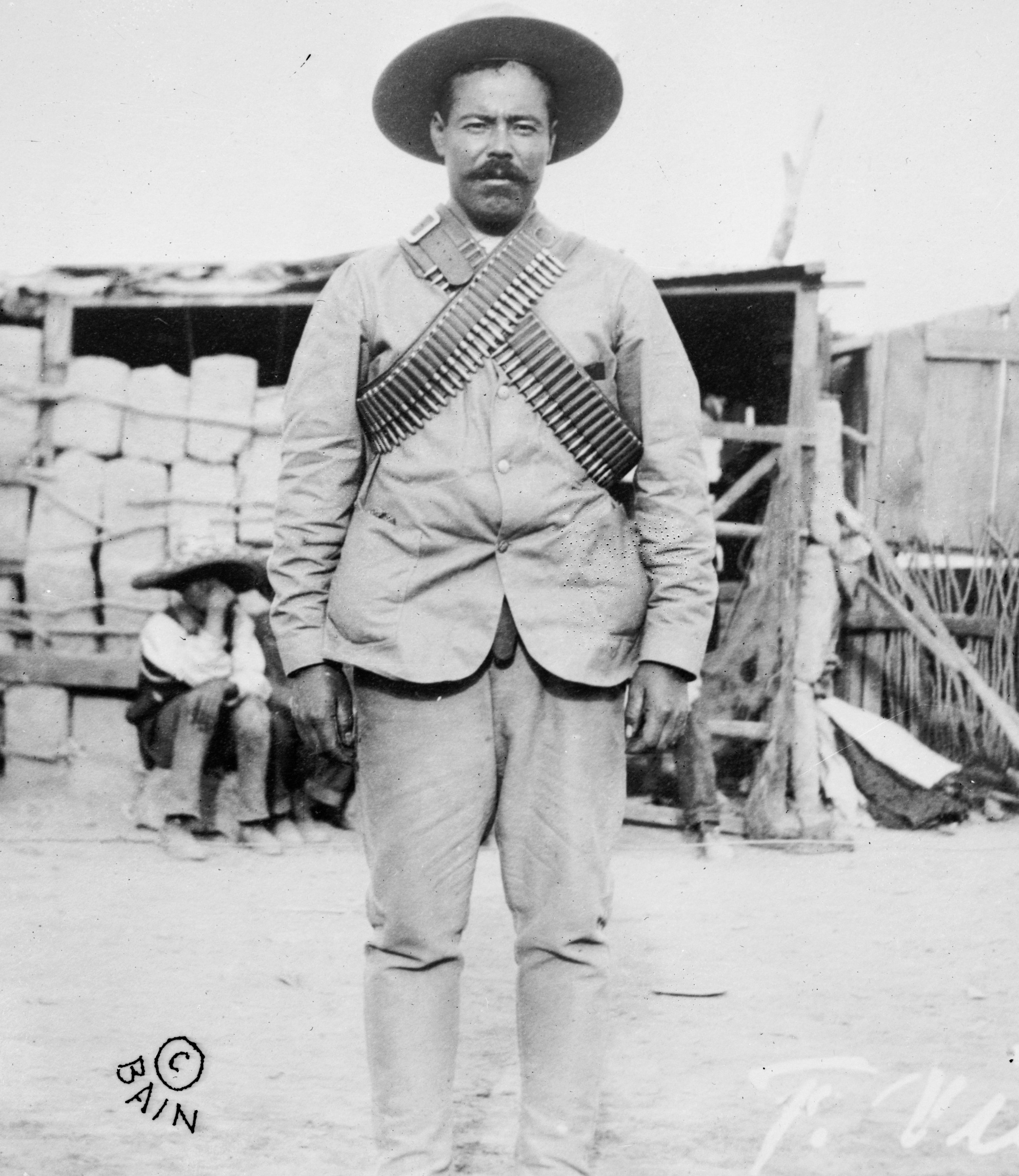
پانچو ویا

## بازیگران
- پانچو ویا در نقش خود
- تدی سَمپسون در نقش خواهر بی‌یا
- رائول والش در نقش جوانی بی‌یا
- والتر لانگ در نقش افسر فدرال
- اسپاتیسوود ایتکن
- می مارش
- رابرت هرون
- آیرین هانت
- اف.ای. ترنر در نقش پدر دختر آمریکایی
- دابلیو. ئی. لارنس